# Villa La Petraia

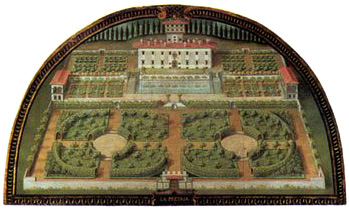
La villa in una lunetta di Giusto Utens (1599)

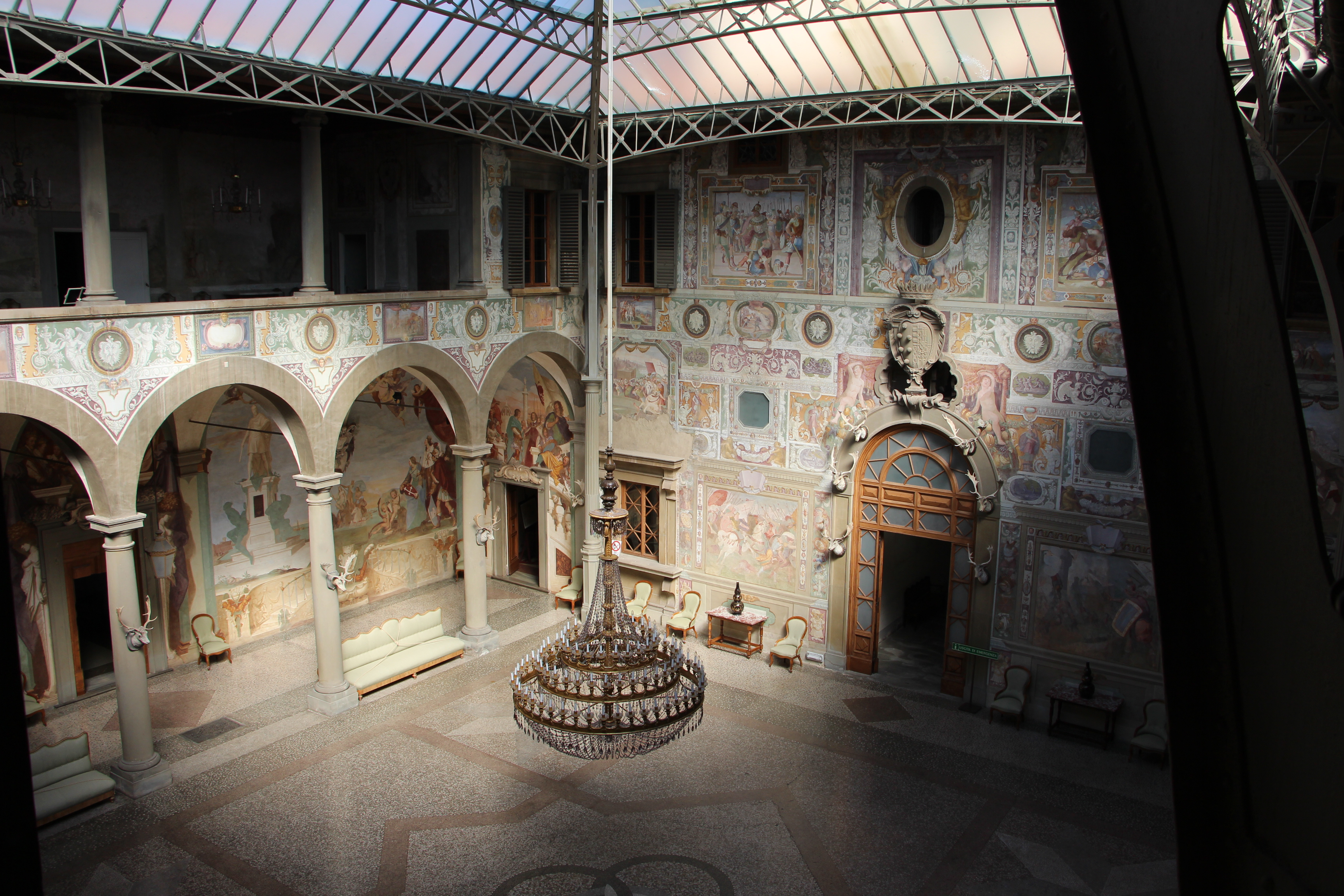
Il cortile affrescato

La Villa Medicea La Petraia si trova nella zona collinare di Castello, in via Petraia 40 a Firenze. È ritenuta una delle più belle e celebrate ville medicee, collocata in una posizione panoramica che domina la città di Firenze.
Dal dicembre 2014 il Ministero per i beni e le attività culturali la gestisce tramite il Polo museale della Toscana, nel dicembre 2019 divenuto Direzione regionale Musei.

## Storia

### Il Cinquecento: Ferdinando I
Nel 1364 il "palagio" della Petraia apparteneva alla famiglia Brunelleschi fino a quando nel 1422 Palla Strozzi l'acquistò e ingrandì il possesso comprando i terreni circostanti.
Nella prima metà del XVI secolo la villa passò di proprietà ai Salutati, i quali vendettero la villa a Cosimo I de' Medici verso il 1544, che la donò al figlio, il cardinale Ferdinando nel 1568. Alcune opere di ampliamento erano già iniziate dal 1566, ma fu con Ferdinando, dopo che divenne Granduca nel 1587, che iniziò la trasformazione vera e propria dell'edificio "da signore" simile a un fortilizio in una residenza degna di un Principe.
Dal 1588 quindi, si ebbe un decennio di lavori che con poderosi sbancamenti di terra trasformarono la natura "pietrosa" del luogo (da cui in nome Petraia, cioè piena di pietre) in una scenografica sequenza di terrazzamenti dominata dalla solida mole dell'edificio principale.
L'attribuzione tradizionale è per Bernardo Buontalenti, anche se l'unica certezza documentata è la presenza sul cantiere di Raffaello Pagni. La villa venne riorganizzata e ampliata attorno alla trecentesca torre centrale, che venne trasformata in belvedere (dall'Ottocento vi è anche un orologio), ma i maggiori cambiamenti riguardarono il giardino, che venne trasformato nelle tre grandi terrazze sovrapposte antistanti la villa, che per impostazione e stile derivano da quelli realizzati pochi anni prima per la Villa Medici al Pincio (Roma), dove Ferdinando aveva trascorso gran parte della sua vita da (ex-) cardinale. Abbiamo una fedele ricostruzione dell'aspetto dei giardini dell'epoca nella lunetta di Giusto Utens risalente al 1599-1602 che fino al 2010 si trovava al Museo Firenze com'era: la prima terrazza era occupata da un frutteto di piante nane, una vera rarità che incuriosiva le altre corti europee; la seconda terrazza, il Piano del Vivaio, era dominata da una larga vasca centrale, con due rampe di scale ai fianchi, ospitava aiuole con piante "semplici" (cioè officinali, dal nome del Giardino dei Semplici) piantate secondo disegni geometrici, con due edifici loggiati ai lati; la terza terrazza, la più grande, era occupata da due grandi zone ellittiche, con alberi e passaggi coperti; in tutto il giardino inoltre erano disposti gli agrumi in vaso e spalliere di aranci lungo i muri perimetrali, all'esterno dei quali si estendeva il salvatico, il bosco.
La villa ebbe subito una funzione prevalentemente di residenza, rispetto alla funzione di rappresentanza della Villa di Castello o quella venatoria delle numerose ville alle pendici del Monte Albano. Questo spiega anche la presenza di piante di utilità, piuttosto che ornamentali, e la mancanza di statue e fontane.
Dopo le nozze del granduca nel 1589, la villa venne assegnata alla sua consorte Cristina di Lorena. Alla sua iniziativa risalgono gli affreschi di Bernardino Poccetti nella cappella privata e gli affreschi celebrativi della Casata Lorena opera di Cosimo Daddi.

### Il Seicento: gli ultimi Medici

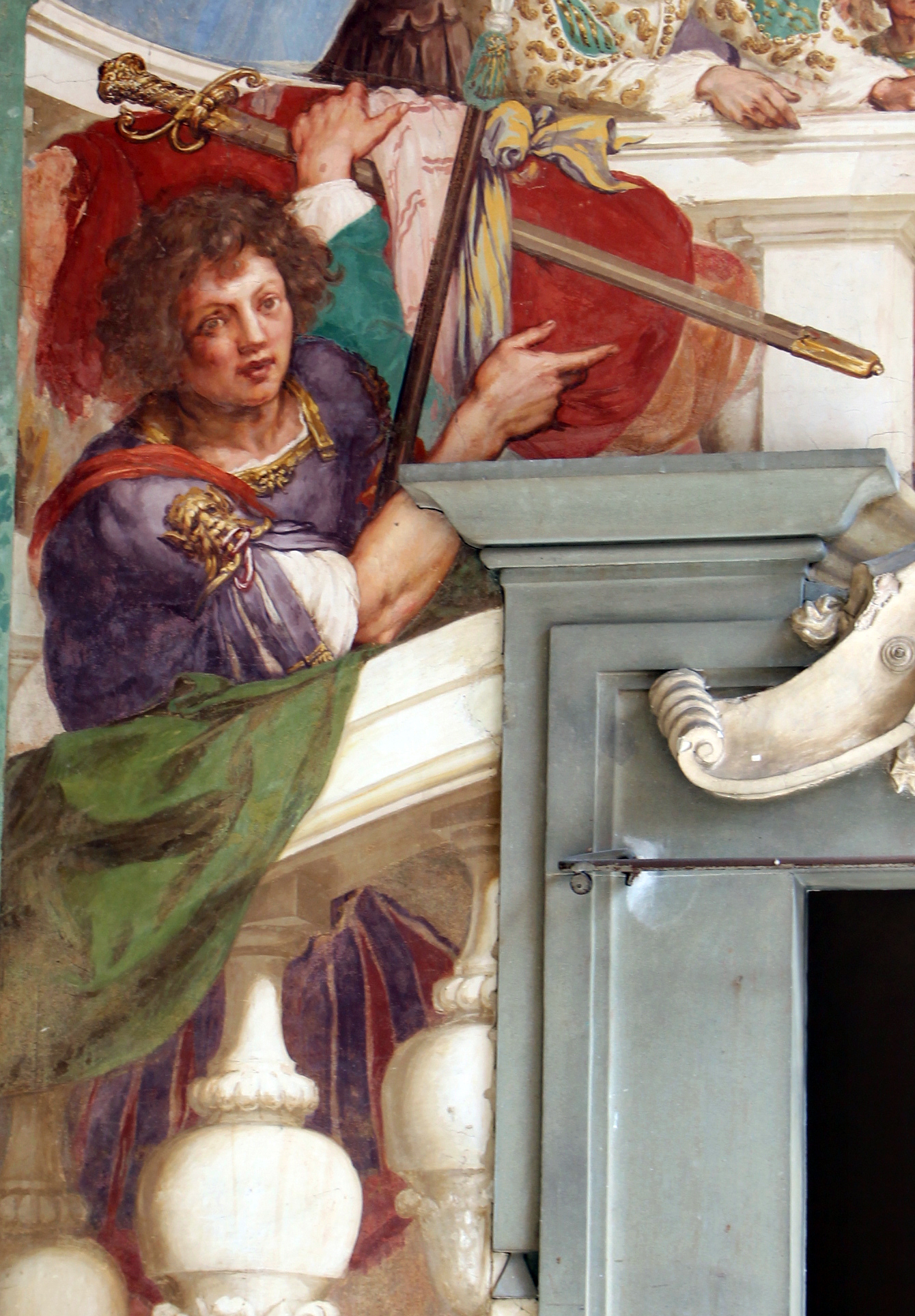
Ragazzo, dettaglio del ciclo di affreschi del Volterrano

La villa passò ad appannaggio di Don Lorenzo de' Medici nel 1609, che la arricchì con il prezioso ciclo pittorico dei Fasti medicei, capolavoro di Baldassarre Franceschini detto Il Volterrano, che ancora oggi decora il cortile (1637-1646). Le scene vennero concepite su suggerimento di Pier Francesco Rinuccini libere da successione cronologica e estrosamente sequenziate come una serie di grandi vessilli a tema storico che celebravano la Casata medicea. Questo importantissimo ciclo pittorico, per quanto riguarda le ville medicee, è secondo solo al ciclo del salone di Leone X nella villa di Poggio a Caiano, anch'esso legato alla celebrazione delle imprese dei Medici attraverso scene di storia romana.
Don Lorenzo de' Medici riunì qui una preziosa quadreria, mentre Cosimo III fece affrescare la Cappella Nuova da Pier Dandini e Rinaldo Botti nel 1696 circa.

### Il Sette e Ottocento: i Lorena

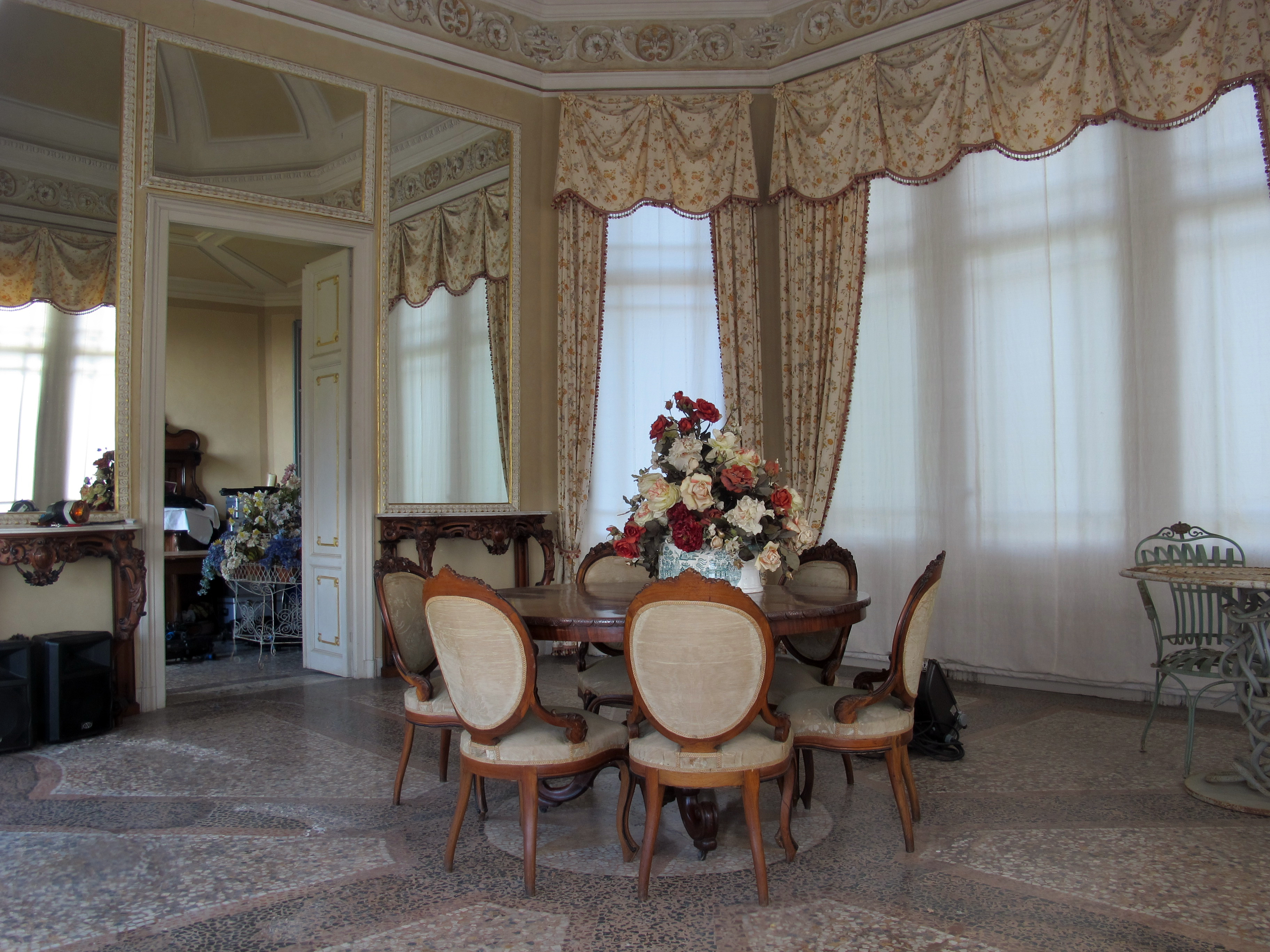
Interno del pensatoio

Con il nuovo secolo la villa dovette perdere di interesse agli occhi dei suoi proprietari, tanto da essere gradualmente spogliata: il principe di Craon che tenne la reggenza in vece di Francesco Stefano dal 1737, la trovò malinconicamente vuota.
I Lorena riarredarono gli ambienti e ripristinarono il corredo della villa: fu realizzata una sala da gioco, una sala con una raccolta di acquerelli cinesi acquistati dal Granduca Pietro Leopoldo nel 1785, e venne ricomposto il giardino. La Fontana di Fiorenza, eseguita da Niccolò Pericoli detto il "Tribolo", Pierino da Vinci e Giambologna, che eseguì la Venere in bronzo (attualmente sostituita da una copia), venne trasferita dal parco di Castello al giardino di levante della villa, che ancora oggi si chiama da allora Piano della figurina, riferito alla scultura. Nel 1816 l'architetto Giuseppe Manetti curò alcuni lavori di restauro e ammodernamento.
Il parco romantico all'inglese risale al 1829, quando Leopoldo II di Lorena chiamò il giardiniere boemo Joseph Frietsch, già autore del rinnovo del parco di Pratolino. Allo stesso periodo (1833) risale anche il grande viale carrozzabile che unisce le ville della Petraia e di Castello.

### I Savoia
In epoca sabauda la villa divenne residenza di Vittorio Emanuele II e di Rosa Vercellana, sua moglie morganatica che amò molto La Petraia. La villa venne di nuovo arredata, questa volta con una serie di mobili di pregio che i Savoia avevano "ereditato" dalle case regnanti degli Antichi Stati italiani dopo l'Unità d'Italia. Arrivarono così pezzi di arredamento, tappeti, quadri e altri parati dalle ville e i palazzi reali di Lucca, Modena, Piacenza e dalle altre ville medicee. Nel 1911 venne redatto un inventario degli arredi, che è stata la principale fonte per ricostruire la disposizione degli arredi per l'allestimento museale contemporaneo; vennero inoltre ridecorati molti soffitti con stucchi bianchi e dorati e con pitture a grisaille; fu rifatto lo scalone e venne installato un impianto di riscaldamento ad aria calda, tutto ad opera degli architetti della Real Casa, i torinesi Fabio Nuti e Giuseppe Giardi.
L'intervento più visibile di quel periodo resta comunque la copertura del cortile centrale con un'ariosa struttura in acciaio e vetro, creato nel 1872 in occasione delle nozze del figlio del Re e Rosina, Emanuele di Mirafiori, che divenne un vero e proprio salone centrale delle feste. Questa soluzione si è rivelata ottimale anche per la preservazione degli affreschi del cortile e senza diminuire la luminosità dell'ambiente e aggiungendo una struttura di pregio architettonico. Questa soluzione è stata in seguito "copiata" usata anche per altri ambienti, come il Chiostro dei Voti nella Basilica della Santissima Annunziata.
Contemporaneamente nel Piano della Figurina venivano montate due voliere su progetto di Ferdinando Lasinio, andate perdute, ma delle quali ci restano alcune fotografie d'epoca.

### Il Novecento
Nel 1919 la villa venne donata allo Stato Italiano, il quale la destinò, come altre ville, all'Opera Nazionale Combattenti, i quali monetizzarono la proprietà disperdendo arredi e decorazioni, ma anche i terreni stessi che facevano parte dell'immenso parco. La villa tornò allo Stato negli anni '60 e da allora, con un'impennata dopo il 1984 quando fu istituito il Museo nazionale, è stata oggetto di un lento e impegnativo progetto di recupero sia delle parti strutturali, che degli arredi.
La fontana di Fiorenza, con il bronzo di Giambologna alla sommità venne smontata e ancora oggi si trova nei depositi del museo in attesa di restauro. La Fiorenza di Giambologna è stata invece collocata in un piccolo ambiente al piano nobile, Lo studiolo della Fiorenza, dove è possibile ammirarne le fattezze in modo più ravvicinato che nella fontana esterna. Al piano terra, invece, sono state esposte alcune statue provenienti dalla vicina villa di Castello.
I progetti per il futuro della villa sono il recupero dei suggestivi sotterranei, con le antiche cucine ed alcune stanze dove dovrebbero venire esposti i modelli realizzati in occasione della Mostra del giardino italiano del 1931, una curiosa serie di plastici di giardini in miniatura che si trovano in deposito nella villa.

### Ultimi anni
Negli ultimi anni sono stati effettuati interventi di restauro di varia entità delle tele e degli ambienti della villa curati da Alessandra Griffo e Mauro Linari.
Dal 2013 la Villa La Petraia è inserita all'interno del sito seriale delle Ville e Giardini Medicei in Toscana appartenente alla Lista del Patrimonio Mondiale UNESCO.

## La villa

### Piano terra

#### Il cortile centrale
Dopo un vestibolo, dal quale si accede ad alcune stanze secondarie, si arriva nel magnifico cortile coperto affrescato, che è il perno della villa.
Nelle due pareti principali le scene che raffigurano le Gesta di Goffredo di Buglione alla presa di Gerusalemme, sono di Cosimo Daddi e risalgono al 1590 circa. Sotto i loggiati laterali invece sono raffigurati i Fasti medicei, capolavoro del Volterrano, dipinti tra il 1637 e il 1646.
Da sinistra le scene sono:
1. L'incontro fra papa Leone X e Francesco I di Francia
2. L'ingresso trionfale di Cosimo I a Siena
3. Caterina de' Medici con i figli
4. Il predominio della Toscana sul mare
5. Giuliano Duca di Nemours e Lorenzo Duca d'Urbino sul Campidoglio
6. Alessandro primo duca di Firenze (questa scena contiene un autoritratto del pittore)
7. Cosimo II riceve i vincitori dell'impresa di Bona
8. Maria de' Medici regina di Francia con i figli
9. Cosimo I associa al governo il figlio Francesco
10. Clemente VII incorona a Bologna Carlo V

La copertura in ferro e vetro, il grande lampadario in cristallo ametista e il pavimento risalgono al 1872 quando il cortile venne trasformato in Salone delle Feste.

#### Le altre sale

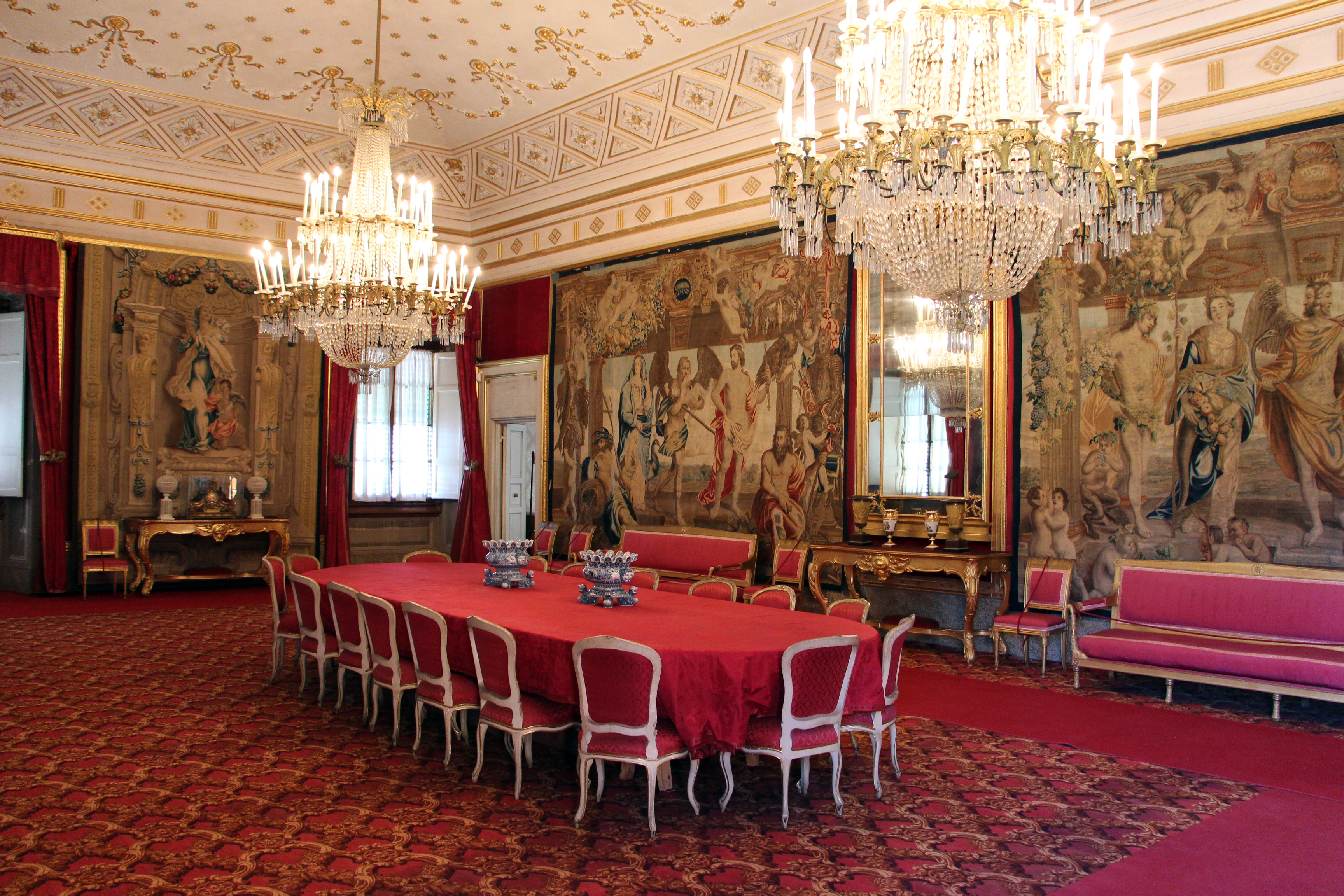
La Sala da Pranzo

Attraverso una porta sulla destra si accede alla grande sala da pranzo, la cosiddetta Sala degli arazzi o Sala rossa, dove sono appesi alcuni arazzi fiamminghi del XVII secolo. I soggetti intessuti sono I quattro elementi, Le quattro stagioni, I mesi di Maggio e Giugno e Cosimo II che riceve l'omaggio del Senato, quest'ultimo eseguito a Firenze nel 1655 su cartone di Agostino Melissi.
La successiva Sala da musica prende il nome dal grande pianoforte-armonium costruito a Napoli nel 1868. Le pareti sono tappezzate da velluti francesi, mentre è di particolare pregio l'orologio francese in bronzo dorato datato 1770. Lo Studio del Re ha un parato di fattura francese in velluto cremisi su fondo giallo laminato in oro. Il mobilio antico risale soprattutto allo stile Impero, tipico del primo decennio dell'Ottocento.
La Cappella Nuova, così chiamata per distinguerla da quella più antica situata al primo piano, era un tempo la camera da letto del religiosissimo granduca Cosimo III. Aveva fatto realizzare gli affreschi a tema religioso da Pier Dandini e Rinaldo Botti verso il 1696, che un secolo più tardi furono ritenuti più consoni a un luogo di preghiera, infatti la stanza venne consacrata e fu realizzato l'altare, sulla cui sommità oggi vi è una copia di una Sacra famiglia di Andrea del Sarto.

Dal lato destro del cortile si accede a due sale dedicate a sculture rimosse per ragioni conservativi dal parco della villa e dal giardino della vicina villa di Castello. 

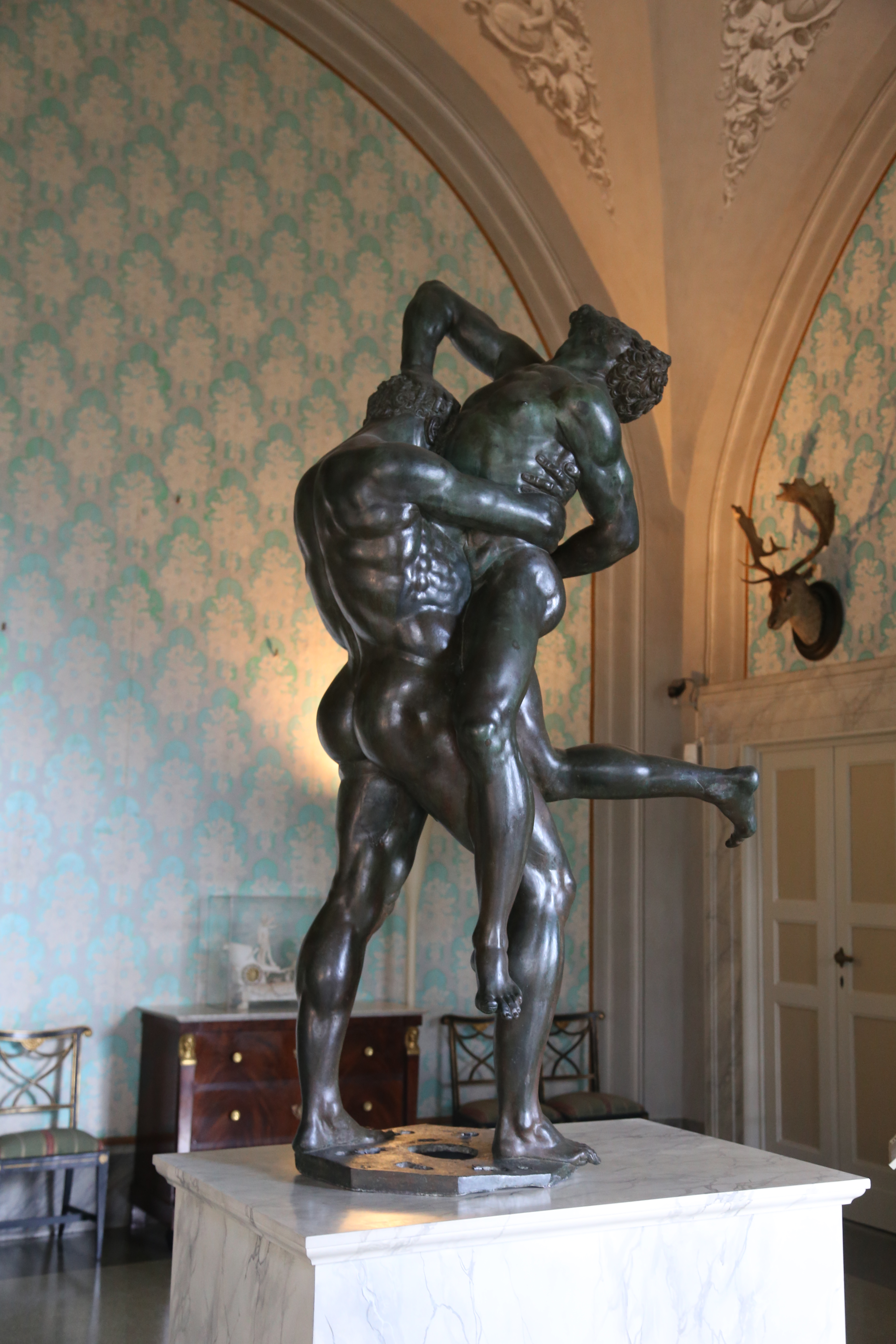
Ercole e Anteo dell'Ammannati

Sono infatti qui conservati il gruppo di Ercole che fa scoppiare Anteo di Bartolomeo Ammannati (1559-1560) originariamente alla sommità di una fontana detta appunto di Ercole e Anteo, della quale sono qui conservati anche alcuni rilievi marmorei originali e la serie di puttini bronzei che la decoravano: tre sono di Pierino da Vinci e uno di Niccolò Tribolo; le due statue dei Gladiatori di Domenico Pieratti (1635 circa), tra cui quella senza scudo incorpora parti (testa, torso e gamba destra) di una scultura antica di epoca romana, copia di un originale ritenuto di Lisippo. Tra le pitture esposte in queste sale troviamo alcuni acquerelli cinesi, molto in voga alla fine del Settecento, acquistati dal Granduca Pietro Leopoldo verso il 1785, e due Paesaggi con viandanti di Crescenzio Onofri con figure dipinte da Alessandro Magnasco (1708 circa).

### Primo piano
Nel primo corridoio si trovano numerosi acquerelli cinesi di fine del Settecento, con figura di lavori di vita quotidiana, un tempo molto in voga quando questa forma d'arte veniva chiamata delle cineserie. Il dipinto più pregiato è forse il Veduta del porto di Canton, eseguito a guazzo su un rotolo di seta.
Lo Studio è arredato con mobili ottocenteschi in legno scuro di mogano, mentre la cosiddetta Sala Impero ha mobilio del periodo napoleonico. La Sala blu prende il nome dal parato in seta blu ed è arredata da mobili in stile rococò, ma che risalgono al secolo seguente, quando era diffusa la moda dell'eclettismo. Dopo essere passati dalla loggia di ponente si arriva allo Studiolo di Fiorenza, così chiamato perché vi è esposta la scultura del Giambologna di Venere-Fiorenza (1570-1572), già alla sommità della fontana accanto alla villa, dove oggi si trova una copia.
La Camera della Bella Rosina è dove dormì Rosa Vercellana, con un baldacchino della prima metà dell'Ottocento e altri mobili della stessa epoca. Alle pareti tappezzeria in seta celeste di manifattura francese (1865). La vicina Sala da toeletta contiene una serie di ritratti settecenteschi eseguiti a pastello, attribuiti alla pittrice Giovanna Fratellini.
Il Salotto giallo era un tempo la camera del re, con mobilio del primo Ottocento, mentre il Salotto è arredato con pezzi settecenteschi.
Il Salotto verde conserva due dipinti di Matteo Rosselli a tema letterario, Angelica e Medoro e Tancredi medicato da Erminia e Valfrino, entrambi del 1624 e fano parte di una serie più ampia commissionata dal cardinale Carlo de' Medici per il Casino di San Marco. Altre opere di questa serie si trovano nella poco distante Sala da Gioco, arredata dai Lorena tra il 1853 e il 1861 con divani, poltroncine e un vis-à-vis di chinz, oltre a un tavolo da biliardo e uno con vari giachi da casinò, tra i quali una roulette. I dipinti in questione sono la Semiramide di Matteo Rosselli, l'Artemisia e Erminia tra i pastori (1633) di Francesco Curradi, Anfione sul delfino di Domenico Cresti detto il Passignano, Rinaldo nel giardino di Armida di Domenico Frilli Croci e l'Olindo e Sofronia liberati da Clorinda di Francesco Rustini (1624 circa).
Il Salotto rosso conserva alcuni ritratti di Giusto Sustermans, Henri e Charles Beaubrun, oltre a un Baccanale di Ignazio Hugford. 
La Cappella Vecchia ha una decorazione con Storie di santi e vita di Cristo di Bernardino Poccetti e la volta decorata con la Gloria dello Spirito santo tra angeli e letti di Cosimo Daddi (1589-1594). Sull'altare una copia della Madonna dell'impannata di Raffaello Sanzio. Recentemente, grazie a un restauro svolto dall'Opificio delle Pietre Dure di Firenze, è stato attribuito alla bottega di Benedetto da Maiano il piccolo crocifisso ligneo posto al centro dell'altare della cappella. 
La loggia di levante conserva due tra i mobili più antichi e pregevoli della villa: due piani da tavolo intarsiati in stile barocco del 1686. Chiude il percorso espositivo la Sala da pranzo arredata con mobili piuttosto semplici, sotto i quali è particolarmente pregiato il tappeto che documenta la manifattura fiorentina di tale artigianato, firmato e datato Girolamo Podestà, 1860.

## I giardini

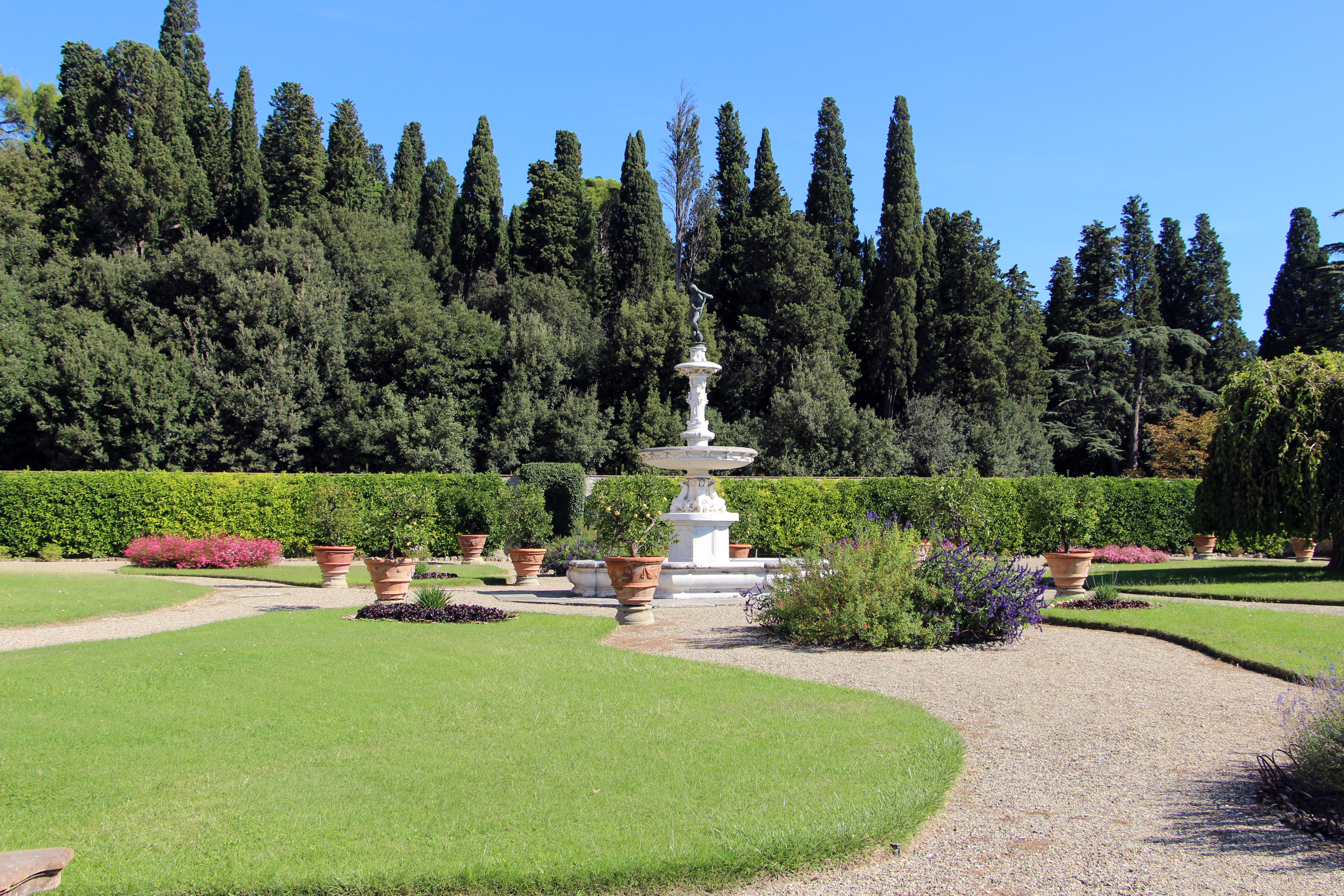
Il Piano della figurina

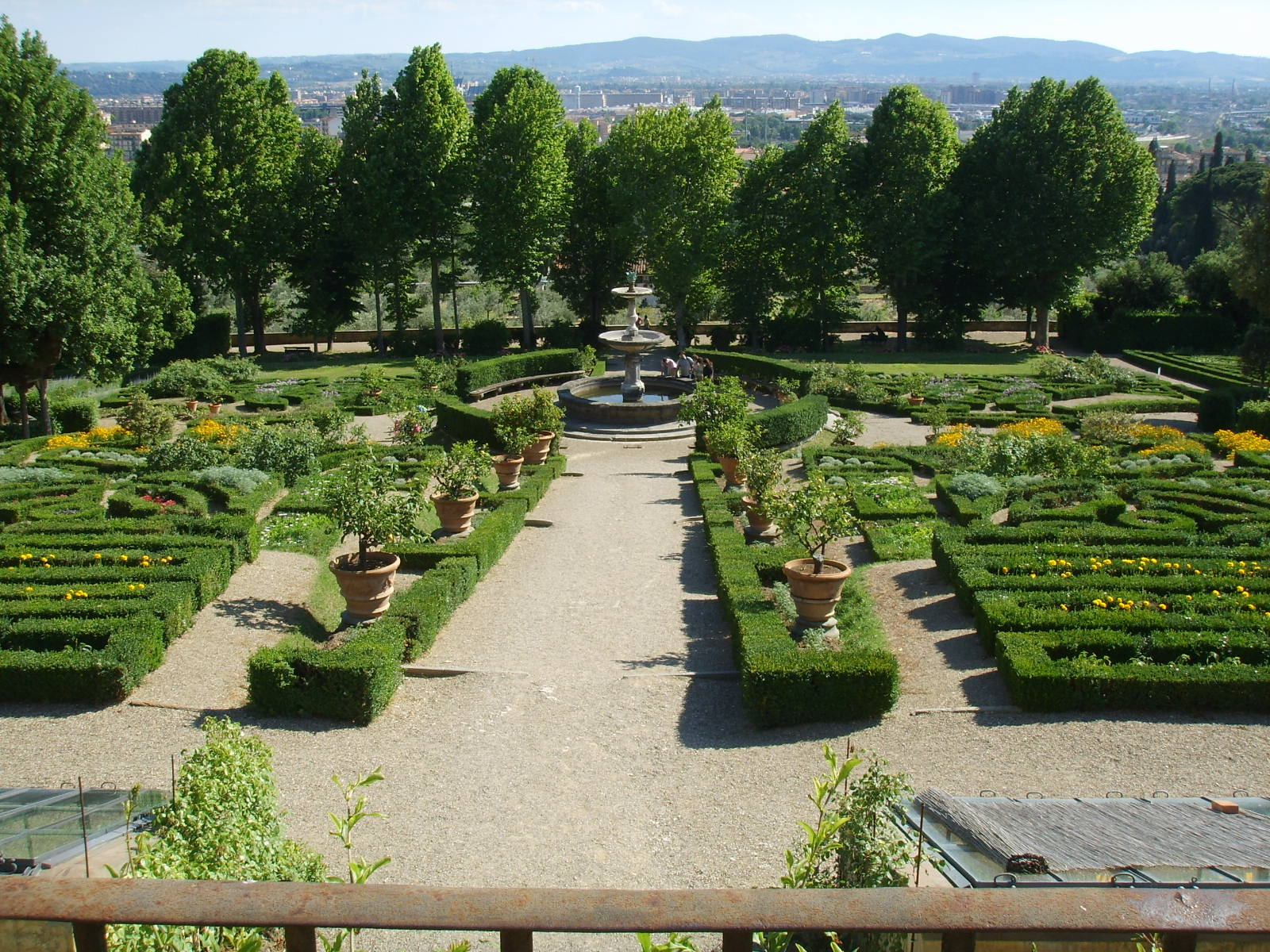
Giardino all'italiana

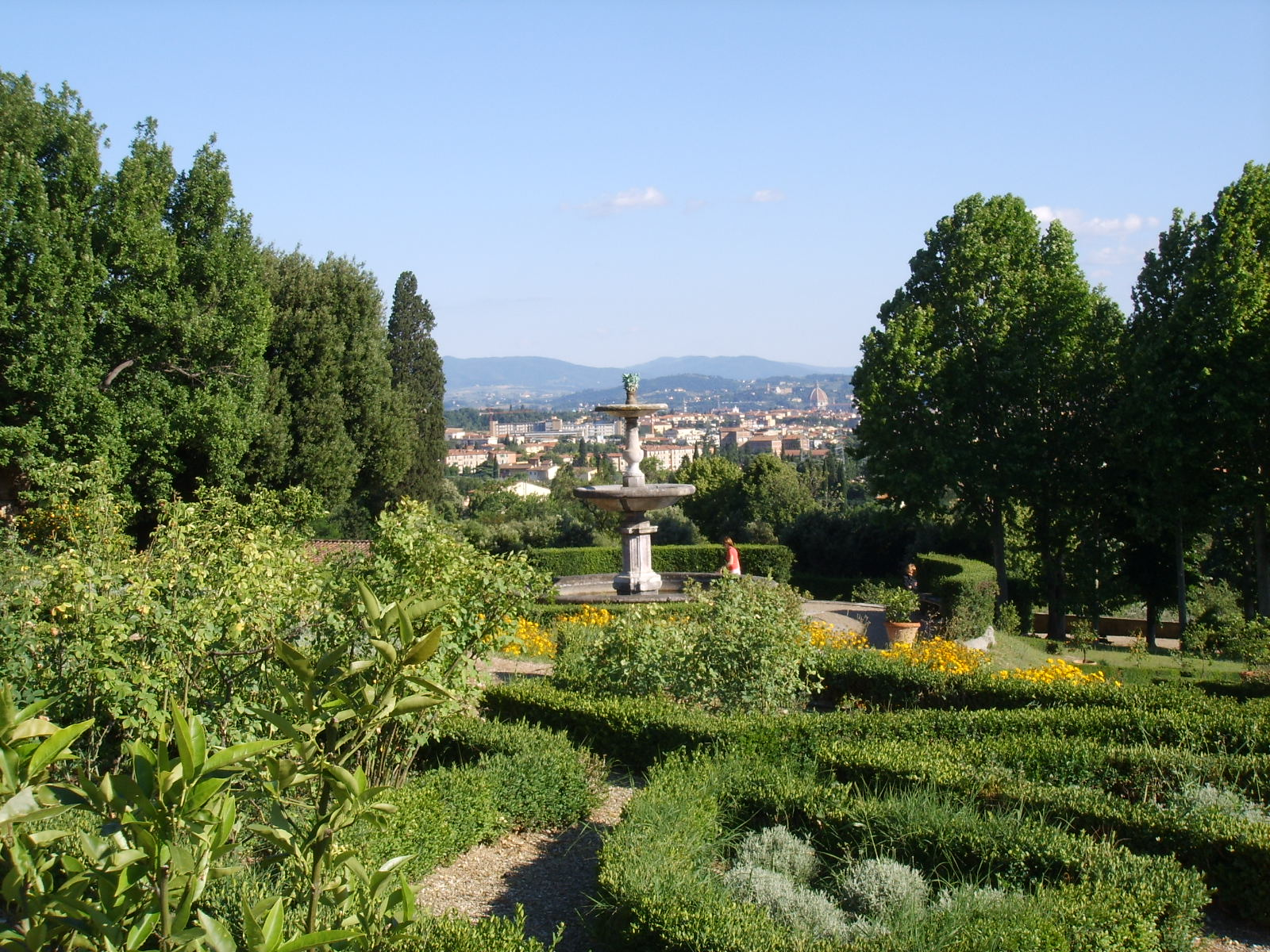
Particolare del giardino inferiore con la Cupola del Brunelleschi sullo sfondo panoramico

La villa è circondata dal verde: sul davanti, in posizione panoramica verso la città, ci sono i giardini formali, mentre sul retro si estende il grande parco all'inglese.
I giardini formali sono divisi su tre livelli, sfruttando il pendio irregolare della collina. La terrazza più alta, al piano dell'edificio, dalla quale si gode un'ampia vista di Firenze, è composta da due grandi giardini; quello a est è chiamato prato della figurina e quello a ovest Piano di Ponente o prato dei castagni.
Il Prato della figurina prende il nome dalla fontana Fiorenza opera del Tribolo e di Pierino da Vinci (1538-1547), alla cui sommità era posta la Venere del Giambologna (copie degli originali conservati nella villa). Qui si trovavano due grandi voliere simmetriche, create nel 1872 ai due lati della fontana, presenti in foto d'epoca ma oggi sparite. Risalente alla stessa epoca e, a differenza delle voliere, perfettamente conservato, all'angolo sud-est si innalza il piccolo belvedere, In passato veniva chiamato anche Reposoir, realizzato su progetto di Ferdinando Lasino (1872) nell'ambito della risistemazione di tutto il Piano della Figurina. Il mobilio e i parati sono stati ricostituiti basandosi sull'inventario del 1911.
Del Prato dei castagni, oggi privo di qualsiasi caratterizzazione formale, non c'è più nessuna memoria degli alberi, che gli davano il nome, sostituiti da cedri in epoca sabauda. I resti del grande leccio che ospitava una suggestiva terrazza-belvedere dei tempi in cui la villa fu residenza di Vittorio Emanuele II re d'Italia, si trovano all'estremità verso valle.
Il livello intermedio, detto Piano del Vivaio per la grande vasca rettangolare che un tempo lo caratterizzava, oggi si raggiunge tramite una scala a due rampe con una fontana con mascherone al centro. Al centri si trova una serra-tepidario, mentre ai due lati sono coltivate delle aiuole, delle quali quella di sinistra è coltivata con piante da bulbo.
Il piano inferiore, ampio ed in lieve pendenza, presenta un parterre di siepi di bosso caratterizzato da un complesso disegno geometrico, nel più tipico stile del giardino all'italiana. La pendenza del terreno limita la facoltà di apprezzare appieno il disegno dei giardini nel complesso, che nel tempo si è evoluto a partire dalla sistemazione in due cerchi affiancati divisi da vialetti ortogonali, che ancora si riflettono nel disegno odierno mantenuto dall'epoca ottocentesca. La fontana al centro è un'aggiunta settecentesca sormontata da un Nettuno in bronzo.
Per alimentare il giardino il Tribolo realizzò un acquedotto, chiamato l'acquedotto di Valcenni, in aggiunta a quello di Castellina. Nonostante questa grande opera, nel giardino l'acqua non è un elemento dominante della composizione e, oltre le due fontane citate, solo una terza è presente, e si trova sul retro della villa: si tratta di una grande spugna addossata al muro, somigliante a un grande naso dal quale stillano le goccioline di acqua, il quale definisce il piazzale dietro alla villa e lo separa dal parco romantico che si estende sulla collina.
La sistemazione del parco romantico è opera di Pietro Leopoldo II di Lorena, che nel 1818 volle di riunire i due possedimenti vicini di Castello e Petraia, incaricando l'architetto boemo Joseph Frietsch (1829), che ideò il grande parco di contorno del quale oggi, dopo vari ritagli nei secoli, si può ammirare una parte significativa (20 ettari circa), ma non estesa quanto all'origine. Il progetto si basava sulla creazione di un viale di collegamento fra le due ville, da cui si dipartono ancora sentieri e vialetti che s'inerpicano sulla collina, aprendosi su scorci prospettici e fiancheggiando ruscelli e laghetti. La vegetazione è dominata da sempreverdi e conifere: lecci e cipressi, ma non mancano esemplari di querce rosse, di ornelli, di roverelle e molte varietà di pini. Il parco è molto frequentato dagli uccelli migratori che lo usano per la sosta, infatti dal 2003 ospita un'oasi faunistica della LIPU.